# Arizona Cardinals
Die Arizona Cardinals sind eine American-Football-Mannschaft der amerikanischen Profiliga National Football League (NFL) aus Glendale im Bundesstaat Arizona. Sie gehören gemeinsam mit den Los Angeles Rams, den San Francisco 49ers und den Seattle Seahawks der NFC West innerhalb der National Football Conference (NFC) an.
Das Team wurde 1898 in Chicago als Morgan Athletic Club gegründet und gilt als ältestes noch bestehendes American-Football-Team der USA. 1920 trat die Mannschaft als Racine Cardinals der neu gegründeten American Professional Football Association bei, die ab 1922 National Football League genannt wurde. Ab 1922 trat das Team als Chicago Cardinals an. 1960 zogen die Cardinals nach St. Louis, Missouri, um, bevor sie 1988 in ihre heutige Heimat im Großraum von Phoenix, Arizona weiterzogen.
Die Cardinals konnten in ihrer Zeit in Chicago zweimal die NFL-Meisterschaft gewinnen, 1925 und 1947. Die bislang einzige Super-Bowl-Teilnahme gelang in der Saison 2008, als man den Super Bowl XLIII mit 23:27 gegen die Pittsburgh Steelers verlor.
Das Heimstadion der Arizona Cardinals ist seit 2006 das State Farm Stadium in Glendale. Das Hauptquartier des Teams befindet sich hingegen in Tempe, ebenfalls ein Vorort von Phoenix.

## Geschichte

### Anfänge und Ära in Chicago
1898 hatte sich der Morgan Athletic Club in Chicago gegründet. Der Club nannte sich dann Racine Normals, da er sich im Normal Park an der Racine Avenue im Süden von Chicago angesiedelt hatte. Den Namen Cardinals erhielt das Team 1901, als der Gründer Chris O’Brien ausgeblichene kardinalrote Trikots der Maroons, des Teams der University of Chicago, gekauft hatte. Nach einigen Jahren in Amateurligen innerhalb Chicagos trat das Team 1920 der neugegründeten American Professional Football Association bei. Neben den Cardinals trat mit den Chicago Tigers ein zweites Team aus Chicago der Liga bei. Eine populäre moderne Legende besagt, dass die beiden Teams nach einem 0:0-Unentschieden im Hinspiel vereinbart hätten, dass der Verlierer des Rückspiels den Spielbetrieb einstellen müsse, da die Stadt nicht groß genug sei, um Fans und Einnahmen für zwei Teams zu bieten. Die Cardinals gewannen das Spiel durch einen 40-Yards-Touchdown-Lauf von Quarterback Paddy Driscoll mit 6:3. Nach der Saison stellten die Tigers den Spielbetrieb tatsächlich ein, was aber eher auf finanzielle Schwierigkeiten zurückzuführen ist. 1922 änderten die Racine Cardinals ihren Namen in Chicago Cardinals, nachdem mit den Racine Legion ein aus Racine, Wisconsin stammendes Team der Liga beigetreten war. In der Saison 1925 gelangen den Cardinals elf Siege bei zwei Niederlagen und einem Unentschieden, womit man den ersten Meistertitel feiern konnte. Am 6. November 1929 spielten die Cardinals im Kinsley Park gegen die Providence Steam Roller das erste NFL-Spiel bei Flutlicht. Den 16:0-Sieg der Cardinals sahen 6000 Zuschauer. Bis in die 40er-Jahre blieb das Team allerdings erfolglos und verlor in den Spielzeiten 1943 und 1944 sogar alle Spiele. Dabei traten die Cardinals 1944 aufgrund von kriegsbedingtem Spielermangel zusammen mit den Pittsburgh Steelers als gemeinsames Team Card-Pitt an.
Unter dem Head Coach Jimmy Conzelman, der das Team bereits von 1940 bis 1942 trainiert hatte, ging es jedoch wieder aufwärts. Er führte die T-Formation ein, mit der in den Jahren zuvor die Chicago Bears große Erfolge hatten feiern können. Die Offense der Cardinals wurde von Quarterback Paul Christman, Fullback Pat Harder und den Halfbacks Elmer Angsman und Charley Trippi getragen, die den Spitznamen „Million Dollar Backfield“ erhielten, da Trippi mit einem für die damalige Zeit ungewöhnlich hohen Vertrag über 100.000 Dollar für vier Jahre ausgestattet wurde. In der Saison 1947 gewannen die Cardinals einem 28:21-Sieg über die Philadelphia Eagles ihre zweite NFL-Meisterschaft. Auch im Jahr danach erreichte man das Championship Game, dieses Mal waren allerdings die Eagles siegreich und schlugen die Cardinals mit 7:0.
1960 zog das Franchise nach St. Louis um, bevor es im Jahr 1988 schließlich in Arizona landete. Dort trug man zunächst den Namen Phoenix Cardinals, bis man den Namen schließlich 1994 in Arizona Cardinals änderte.
Die Cardinals wurden zweimal NFL-Meister (1925, 1947). In der Saison 2008 gewannen sie das NFC Championship Game mit 32:25 gegen die Philadelphia Eagles und zogen in den Super Bowl XLIII ein, in dem sie 23:27 gegen die Pittsburgh Steelers verloren.

### Die Ära Bruce Arians (2013–2017)
Nachdem die Cardinals nach drei aufeinander folgenden Saisons nicht mehr die Play-offs erreicht hatten, wurden am 31. Dezember 2012 Head Coach Ken Whisenhunt und General Manager Rod Graves entlassen. Am 17. Januar 2013 gaben die Cardinals bekannt, dass der ehemalige Offensive Coordinator der Indianapolis Colts (und zeitweise auch Interims Headcoach) Bruce Arians einen Vierjahresvertrag unterschrieben hatte und damit neuer Head Coach der Franchise wurde. In seiner ersten Saison schaffte es Arians, die Siegquote der Mannschaft im Vergleich zum Vorjahr zu verdoppeln. Ein Grund dafür war die Verpflichtung von Quarterback Carson Palmer am 2. April, der nach vielen Verletzungsproblemen an seinem Comeback arbeitete. Nach einem holprigen Start in die Saison, mit drei Siegen aus sieben Spielen, schafften sie noch eine Siegquote von 10–6. Allerdings verpassten sie zum vierten Mal hintereinander die Play-offs, obwohl sie am letzten Spieltag mit einem Sieg eine Chance gehabt hatten.
Die Saison 2014 starteten die Cardinals mit einer Bilanz von 9–1, wobei in der 10. Woche im neunten Spiel Carson Palmer wegen einer Verletzung durch Drew Stanton ersetzt wurde. Stanton verletzte sich jedoch auch, sodass der dritte Quarterback Ryan Lindley im letzten Spiel der Regular Season als Starting-Quarterback auflief. Nachdem sie sich erstmals seit 2009 für die Play-offs qualifiziert hatten, hatten sie die Möglichkeit, im Super Bowl in ihrem eigenen Stadion zu spielen. Dazu mussten sie im Wildcard Game gegen die Carolina Panthers antreten, die die Saison mit einer Bilanz von 7–8–1 beendet hatten. In dem Spiel, das mit 16:27 verloren wurde, zeigte die Offense der Cardinals jedoch eine sehr schlechte Leistung, sie schaffte nur acht First Downs und einen Raumgewinn von nur 78 Yards im gesamten Spiel. Ein Grund dafür war das Fehlen der Starting und Backup Running- und Quarterbacks.
Die Saison 2015 war die erfolgreichste Saison in der Geschichte der Cardinals, da man die Regular Season mit einer Bilanz von 13–3 abschloss und in der NFC West den ersten Platz belegte. Dies verschaffte ihnen in den Play-offs eine Bye Week. Eine weitere Besonderheit bestand darin, dass die Cardinals mit Jennifer Welter die erste weibliche Trainerin in der Geschichte der NFL einstellten. In den Play-offs mussten die Cardinals dann zuerst gegen die Green Bay Packers im Divisional Game spielen. Dieses wurde mit 26:20 in der Overtime gewonnen, wobei Larry Fitzgerald, der Star-Receiver der Mannschaft, mit acht Fängen, 176 Yards und dem entscheidenden Touchdown in der Overtime maßgeblich zum Sieg beitrug. Das darauffolgende NFC Championship Game wurde jedoch mit 15:49 klar verloren, wobei die Mannschaft in dem Spiel sieben Turnovers verursachte. Nach der Mannschaftsleistung 2015 wurden die Cardinals als einer der Super-Bowl-Teilnehmer 2016 gehandelt. Allerdings begann die Mannschaft die Saison 2016 mit einem Fehlstart, bei dem drei der ersten vier Spiele verloren gingen. Das Spiel in der siebten Woche gegen die Seattle Seahawks endete 6:6 nach Overtime unentschieden, nachdem die beiden Kicker Chandler Catanzaro und Steven Hauschka ihre Field-Goal-Versuche verfehlten. Das Spiel war auch das Unentschieden mit den wenigsten Punkten und das erste Unentschieden ohne Touchdown seit 1974. Nach der Niederlage gegen die Saints in Woche 15 hatten die Cardinals keine Chance mehr auf einen Platz in den Play-offs. Die Saison beendeten sie in der Division auf dem zweiten Platz. Die Saison 2017 verlief auch aufgrund vieler Verletzungen noch ernüchternder als die vorige, am Ende belegte das Team nur Platz drei in der Division und verpasste erneut die Play-offs. Bruce Arians verlautete am Tag nach dem Ende der Regular Season seinen Rücktritt als Head Coach der Cardinals und kündigte das Ende seiner Trainerkarriere an.

### Jüngere Vergangenheit (seit 2018)
Nachdem Starting Quarterback Carson Palmer nach der Saison sein Karriereende verkündet hatte und die Backups Gabbert und Stanton nicht überzeugt hatten, stand man vor der Saison 2018 ohne Starting Quarterback da. Daher holte man Sam Bradford von den Minnesota Vikings und tradete im NFL Draft 2018 an die zehnte Stelle nach oben, um den Quarterback Josh Rosen von der University of California, Los Angeles, zu verpflichten. Als neuer Head Coach wurde Steve Wilks verpflichtet, der bis dahin als Defensive Coordinator bei den Carolina Panthers tätig gewesen war. Man ging mit Bradford in die Saison, der jedoch nach schwachen Leistungen in Woche 3 für Rosen auf die Bank gesetzt wurde und in der Saisonmitte schließlich entlassen wurde. Doch auch mit Rosen als Quarterback stellte sich, unter anderem aufgrund einer der schwächsten Offensive Lines der Liga, kein Erfolg ein. Die Cardinals beendeten die Saison mit nur drei Siegen und besaßen dank der schlechtesten Bilanz der Liga erstmals seit 1958 wieder das Recht, als erstes Team im folgenden NFL Draft wählen zu dürfen. Die Offense von Arizona belegte in den meisten Statistiken den letzten Platz und Head Coach Steve Wilks wurde nach nur einer Saison wieder entlassen.
Einige Tage später gab das Franchise die Verpflichtung von Kliff Kingsbury als neuem Trainer bekannt. Kingsbury war zuvor im College Football Head Coach der Texas Tech Red Raiders. Mit dem Nummer-eins-Pick im NFL Draft 2019 wählten die Cardinals den Quarterback Kyler Murray, den Gewinner der Heisman Trophy 2018, der das Team 2019 anführen sollte. Den vorigen Starter Josh Rosen gab man gegen einen Zweitrundenpick an die Miami Dolphins ab.
Die Saison 2019 wurde mit einer Bilanz von 5-10-1 abgeschlossen, in der NFC West befand sich das Franchise auf dem letzten Platz. In der Saison 2020 konnte man sich mit acht Siegen und acht Niederlagen auf den dritten Platz der NFC West verbessern. Mit elf Siegen bei sechs Niederlagen erreichten die Arizona Cardinals in der Saison 2021 den zweiten Platz in der NFC West, zudem konnte man sich erstmals seit der Saison 2015 wieder für die Playoffs qualifizieren. Dort unterlag man jedoch in der Wild Card Round mit 11:34 den Los Angeles Rams. Im Dezember 2021 wurde zudem mit einer gebrauchten Boeing 777-200ER ein eigenes Flugzeug erworben, welches von Jet Aviation Flight Services betrieben wird.
Nachdem sich die Cardinals in der Saison 2022 auf vier Siege bei 13 Niederlagen verschlechterten, wurde am 9. Januar 2023 Kliff Kingsbury als Head Coach entlassen. Zudem verließ der General Manager Steve Keim die Arizona Cardinals aus gesundheitlichen Gründen, eine Woche später wurde Monti Ossenfort als neuer General Manager eingestellt.

## Spieler

### Aktueller Kader
| Abkürzungen der Spieler-Positionen im American Football | Abkürzungen der Spieler-Positionen im American Football |
| ------------------------------------------------------- | --- |
| Offense                                                 | QB – Quarterback \| RB – Runningback \| FB – Fullback \| TE – Tight End \| E/WR – Wide Receiver \| T – Tackle \| G – Guard \| C – Center |
| Defense                                                 | DT – Defensive Tackle \| DE – Defensive End \| NT – Nose Tackle \| LB – Linebacker \| ILB – Inside Linebacker \| MLB – Middle Linebacker \| OLB – Outside Linebacker \| CB – Cornerback \| NB – Nickelback \| FS – Free Safety \| SS – Strong Safety |
| Special Teams                                           | K – Kicker \| P – Punter \| KS – Kicking Specialist \| KOS – Kickoff Specialist \| LS – Long Snapper \| RS – Return Specialist \| KOR/KR – Kick Returner \| PR – Punt Returner \| PP – Punt Protector                                                |

### Gesperrte Trikotnummern
| Trikotnummern, die von den Cardinals nicht mehr vergeben werden |                     |          |                      |           |
| Trikotnummer                                                    | Spieler             | Position | Aktiv                | Team      |
| 8                                                               | Larry Wilson        | S        | 1960–1972            | St. Louis |
| 40                                                              | Pat Tillman 1       | S        | 1998–2001            | Arizona   |
| 77                                                              | Stan Mauldin 1      | OT       | 1946–1948            | Chicago   |
| 88                                                              | J. V. Cain 1        | TE       | 1974–1978            | St. Louis |
| 99                                                              | Marshall Goldberg 2 | RB       | 1939–1943, 1946–1948 | Chicago   |

Legende:
- 1 Posthum gesperrt
- 2 J. J. Watt erhielt 2021 nach seinem Wechsel zu den Arizona Cardinals von Goldbergs Familie die Erlaubnis, die eigentlich gesperrte Trikotnummer 99 tragen zu dürfen

### Mitglieder in der Pro Football Hall of Fame
Folgende Spieler und Funktionäre der Cardinals wurden in die Pro Football Hall of Fame aufgenommen.
| Chicago Cardinals   | Chicago Cardinals       | Chicago Cardinals   | Chicago Cardinals         | Chicago Cardinals |
| Trikotnummer        | Spieler                 | Position(en)        | Saisons mit den Cardinals | Aufnahmejahr      |
| ------------------- | ----------------------- | ------------------- | ------------------------- | ----------------- |
| 1                   | John "Paddy" Driscoll   | Quarterback Trainer | 1920–1925 1920–1922       | 1965              |
| 2                   | Walt Kiesling           | Guard / DT Coach    | 1929–1933 1944            | 1966              |
| 4                   | Ernie Nevers            | Fullback Trainer    | 1929–1931 1930–1931, 1939 | 1963              |
| 13                  | Guy Chamberlin          | End & Trainer       | 1927–1928                 | 1965              |
| 16                  | Duke Slater             | OT / DT             | 1926–1931                 | 2021 1            |
| 33                  | Ollie Matson            | Runningback         | 1952, 1954–1958           | 1972              |
| 62, 2               | Charley Trippi          | Runningback         | 1947–1955                 | 1968              |
| 81                  | Dick "Night Train" Lane | Cornerback          | 1954–1959                 | 1974              |
|                     | Jim Thorpe              | Runningback         | 1928                      | 1963              |
| –                   | Charles Bidwill         | Besitzer            | 1933–1947                 | 1967              |
| –                   | Jimmy Conzelman         | Trainer             | 1940–1942 1946–1948       | 1964              |
| –                   | Earl "Curly" Lambeau    | Trainer             | 1950–1951                 | 1963              |
| –                   | Joe Stydahar            | Trainer             | 1953–1954                 | 1967              |
| St. Louis Cardinals |                         |                     |                           |                   |
| 8                   | Larry Wilson            | Safety              | 1960–1972                 | 1978              |
| 13                  | Don Maynard             | Wide Receiver       | 1973                      | 1987              |
| 22                  | Roger Wehrli            | Cornerback          | 1969–1982                 | 2007              |
| 72                  | Dan Dierdorf            | Offensive Tackle    | 1971–1983                 | 1996              |
| 81                  | Jackie Smith            | Tight End           | 1963–1977                 | 1994              |
| –                   | Don Coryell             | Trainer             | 1973–1977                 | 2023              |
| Arizona Cardinals   |                         |                     |                           |                   |
| 13                  | Kurt Warner             | Quarterback         | 2005–2009                 | 2017              |
| 22                  | Emmitt Smith            | Runningback         | 2003–2004                 | 2010              |
| 32                  | Edgerrin James          | Runningback         | 2006–2008                 | 2021 1            |
| 35                  | Aeneas Williams         | Cornerback          | 1991–2000                 | 2014              |
| 66                  | Alan Faneca             | Guard               | 2010                      | 2021              |
| 54                  | Dwight Freeney          | DE                  | 2015                      | 2024              |

kursiv = spielten nur einen Teil ihrer Karriere für die Cardinals und wurden als Spieler eines anderen Teams aufgenommen

## Trainer

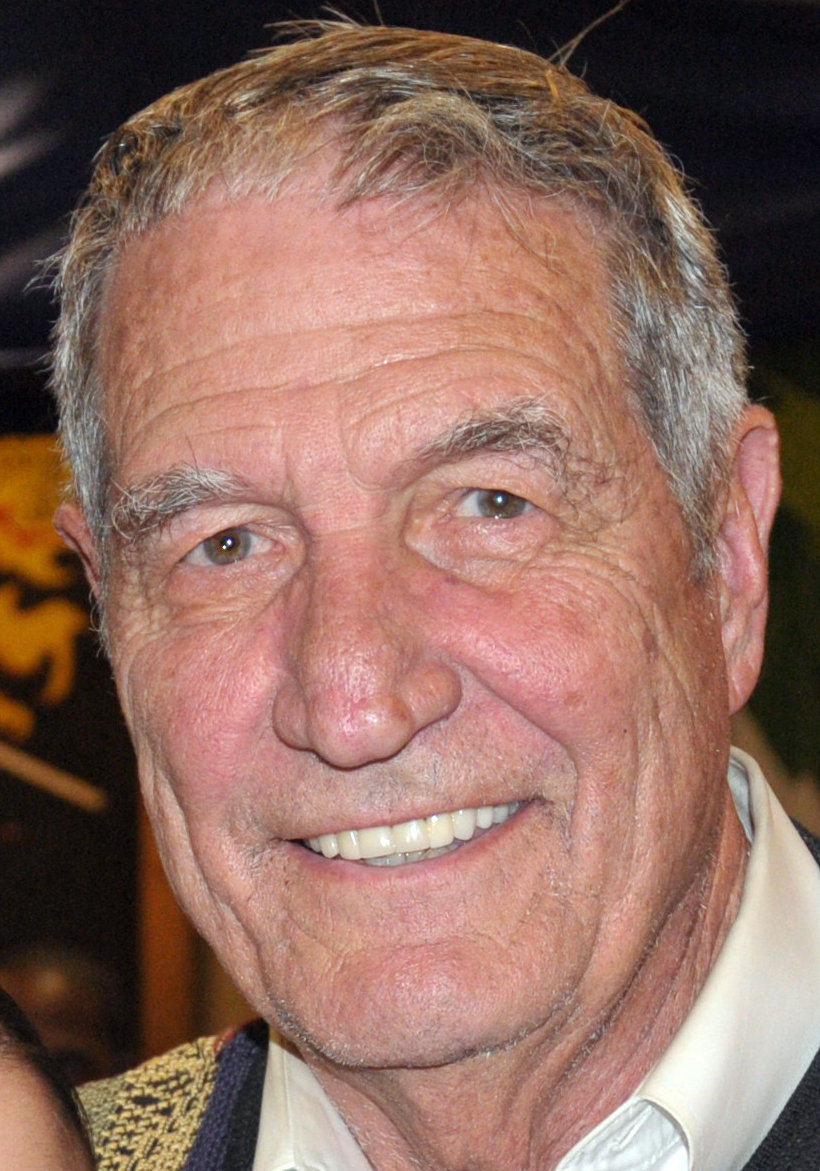
Gene Stallings war von 1986–1989 Head Coach der Cardinals.

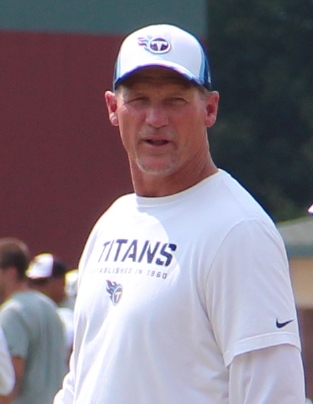
Mit Ken Whisenhunt erreichten die Cardinals 2008 den Super Bowl XLIII.

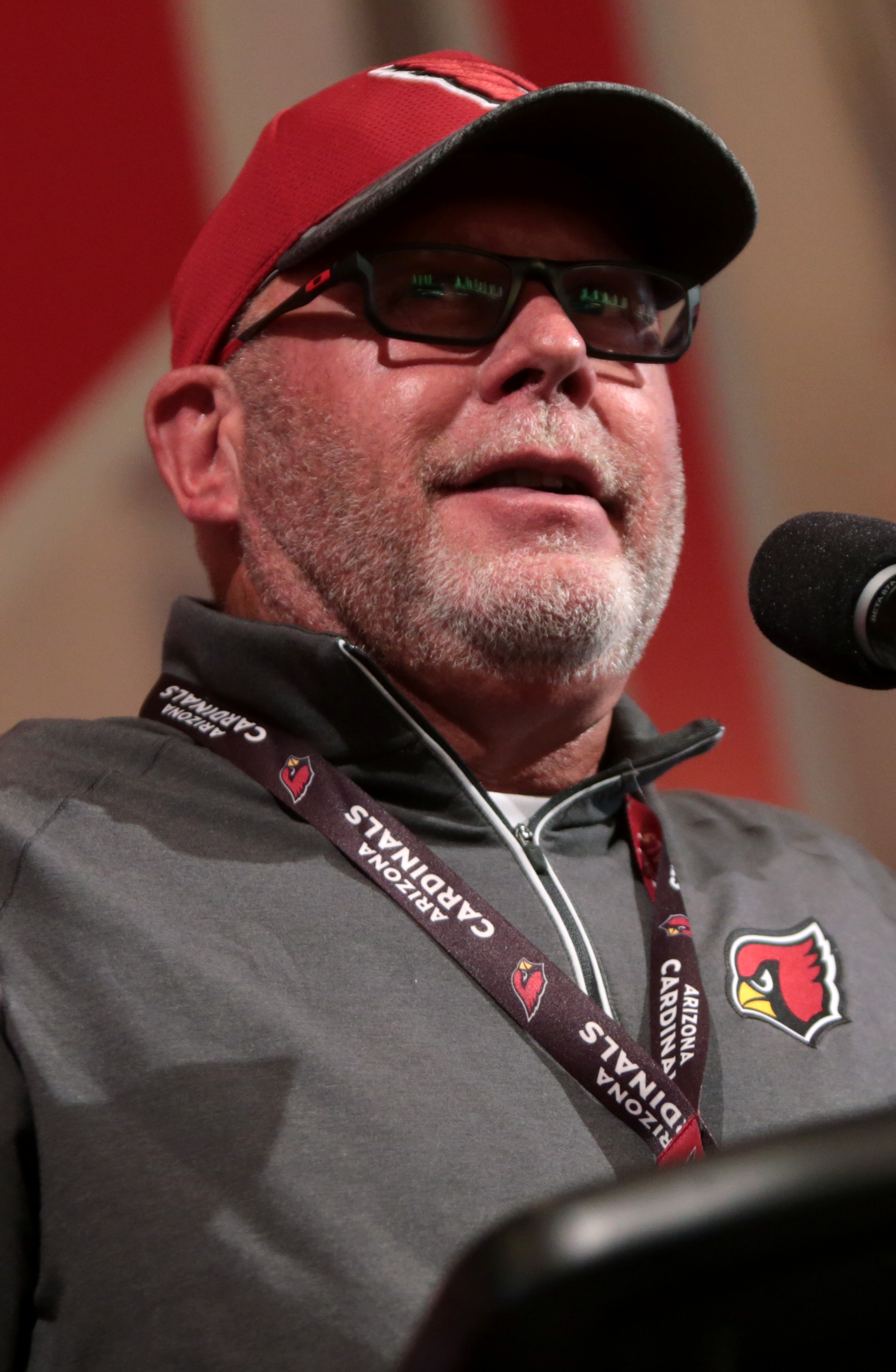
Bruce Arians war 2013–2017 der Head Coach der Cardinals.

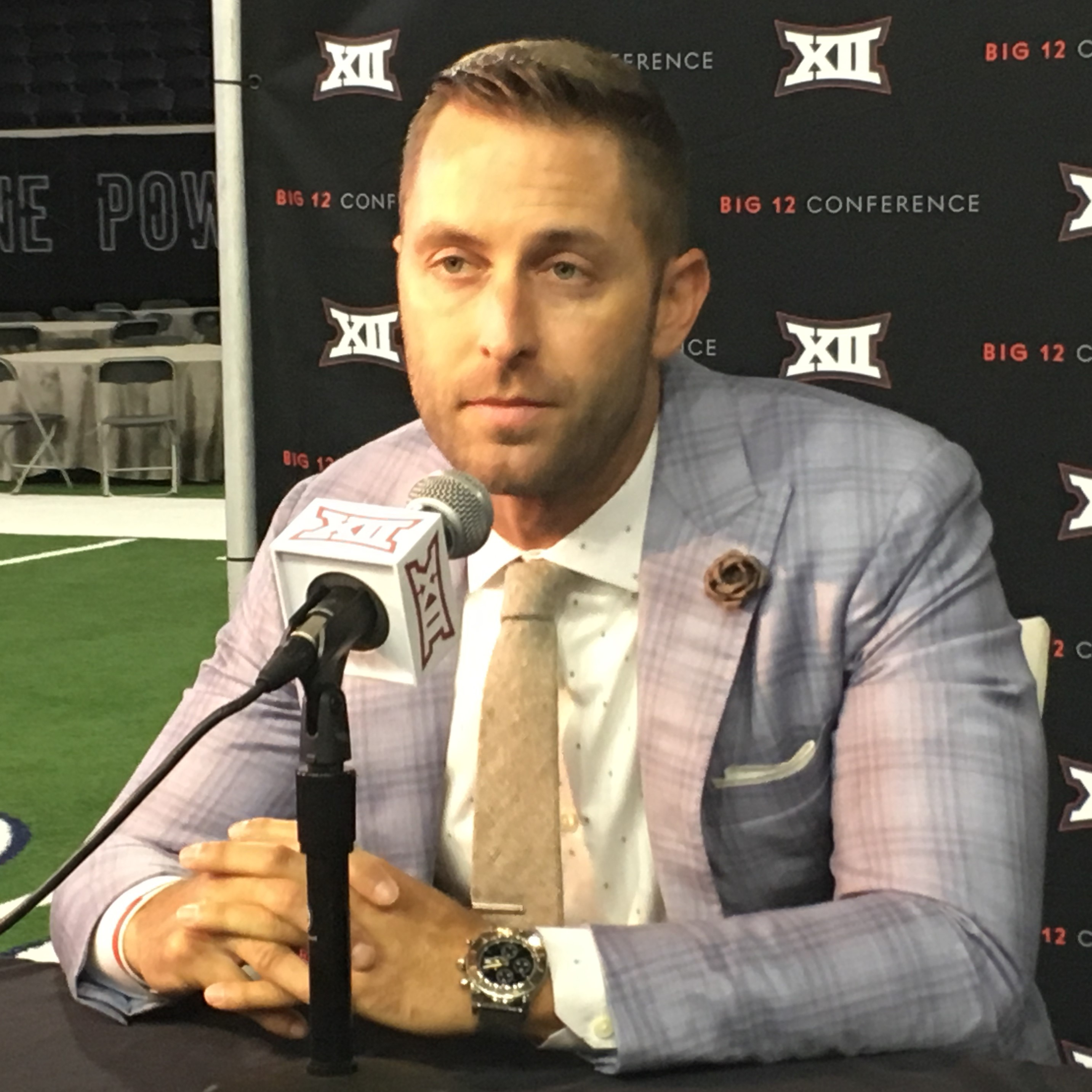
Kliff Kingsbury ist seit 2019 Head Coach der Cardinals.

### Head Coaches
Stand: Saisonende 2024
| Legende |                                                             |
| #       | Reihenfolge der Trainer                                     |
| Sp      | Spiele als Trainer                                          |
| S       | Siege                                                       |
| N       | Niederlagen                                                 |
| UE      | Unentschieden                                               |
| G %     | Siegquote                                                   |
| *       | Ausschließlich bei den Cardinals als Head Coach aktiv       |
|         | In der Saison 1961 gab es für 2 Spiele 3 gemeinsame Trainer |

| Chicago Cardinals   |                  |           |    |    |    |   |      |   |   |   |                                                                                    |               |
| 1                   | Paddy Driscoll   | 1920–1922 | 29 | 17 | 8  | 4 | 68,0 | – | – | – |                                                                                    | [ 23 ]        |
| 2                   | Arnie Horween*   | 1923–1924 | 22 | 13 | 8  | 1 | 61,9 | – | – | – |                                                                                    | [ 24 ]        |
| 3                   | Norman Barry*    | 1925–1926 | 26 | 16 | 8  | 2 | 66,7 | – | – | – | NFL Championship (1925)                                                            | [ 25 ]        |
| 4                   | Guy Chamberlin   | 1927      | 11 | 3  | 7  | 1 | 30,0 | – | – | – |                                                                                    | [ 26 ]        |
| 5                   | Fred Gillies*    | 1928      | 6  | 1  | 5  | 0 | 16,7 | – | – | – |                                                                                    | [ 27 ]        |
| 6                   | Dewey Scanlon    | 1929      | 13 | 6  | 6  | 1 | 50,0 | – | – | – |                                                                                    | [ 28 ]        |
| 7                   | Ernie Nevers     | 1930–1931 | 21 | 10 | 9  | 2 | 52,6 | – | – | – |                                                                                    | [ 29 ]        |
| 8                   | Roy Andrews      | 1931      | 1  | 0  | 1  | 0 | 0,0  | – | – | – |                                                                                    | [ 30 ]        |
| 9                   | Jack Chevigny*   | 1932      | 10 | 2  | 6  | 2 | 25,0 | – | – | – |                                                                                    | [ 31 ]        |
| 10                  | Paul Schissler   | 1933–1934 | 22 | 6  | 15 | 1 | 28,6 | – | – | – |                                                                                    | [ 32 ]        |
| 11                  | Milan Creighton* | 1935–1938 | 46 | 16 | 26 | 4 | 38,1 | – | – | – |                                                                                    | [ 33 ]        |
| –                   | Ernie Nevers     | 1939      | 11 | 1  | 10 | 0 | 9,1  | – | – | – |                                                                                    | [ 29 ]        |
| 12                  | Jimmy Conzelman  | 1940–1942 | 33 | 8  | 22 | 3 | 26,7 | – | – | – |                                                                                    | [ 34 ]        |
| 13                  | Phil Handler*    | 1943      | 10 | 0  | 10 | 0 | 0,0  | – | – | – |                                                                                    | [ 35 ]        |
| Card-Pitt           |                  |           |    |    |    |   |      |   |   |   |                                                                                    |               |
| –                   | Phil Handler*    | 1944 1    | 10 | 0  | 10 | 0 | .000 | – | – | – |                                                                                    | [ 35 ]        |
| 14                  | Walt Kiesling    | 1944 1    | 10 | 0  | 10 | 0 | .000 | – | – | – | [ 36 ]                                                                             |               |
| Chicago Cardinals   |                  |           |    |    |    |   |      |   |   |   |                                                                                    |               |
| –                   | Phil Handler*    | 1945      | 10 | 1  | 9  | 0 | 10,0 | – | – | – |                                                                                    | [ 35 ]        |
| –                   | Jimmy Conzelman  | 1946–1948 | 35 | 26 | 9  | 0 | 74,3 | 2 | 1 | 1 | Sporting News NFL Trainer des Jahres (1947) NFL Championship (1947)                | [ 34 ]        |
| 15                  | Buddy Parker     | 1949      | 12 | 6  | 5  | 1 | 54,5 | – | – | – |                                                                                    | [ 37 ]        |
| 16                  | Curly Lambeau    | 1950–1951 | 22 | 7  | 15 | 0 | 31,8 | – | – | – |                                                                                    | [ 38 ]        |
| 17                  | Cecil Isbell     | 1951      | 2  | 1  | 1  | 0 | 50,0 | – | – | – |                                                                                    | [ 39 ]        |
| 18                  | Joe Kuharich     | 1952      | 12 | 4  | 8  | 0 | 33,3 | – | – | – |                                                                                    | [ 40 ]        |
| 19                  | Joe Stydahar     | 1953–1954 | 24 | 3  | 20 | 1 | 13,0 | – | – | – |                                                                                    | [ 41 ]        |
| 20                  | Ray Richardss*   | 1955–1957 | 36 | 14 | 21 | 1 | 40,0 | – | – | – |                                                                                    | [ 42 ]        |
| 21                  | Pop Ivy          | 1958–1959 | 24 | 4  | 19 | 1 | 16,7 | – | – | – |                                                                                    | [ 43 ]        |
| St. Louis Cardinals |                  |           |    |    |    |   |      |   |   |   |                                                                                    |               |
| –                   | Pop Ivy          | 1960–1961 | 24 | 11 | 12 | 1 | 45,8 | – | – | – |                                                                                    | [ 43 ]        |
| 22                  | Ray Willsey*     | 1961      | 2  | 2  | 0  | 0 | 100  | – | – | – |                                                                                    | [ 44 ]        |
| 23                  | Ray Prochaska*   | 1961      | 2  | 2  | 0  | 0 | 100  | – | – | – | [ 45 ]                                                                             |               |
| 24                  | Chuck Drulis*    | 1961      | 2  | 2  | 0  | 0 | 100  | – | – | – | [ 46 ]                                                                             |               |
| 25                  | Wally Lemm       | 1962–1965 | 56 | 27 | 26 | 3 | 50,9 | – | – | – |                                                                                    | [ 47 ]        |
| 26                  | Charley Winner   | 1966–1970 | 70 | 35 | 30 | 5 | 53,8 | – | – | – |                                                                                    | [ 48 ]        |
| 27                  | Bob Hollway*     | 1971–1972 | 28 | 8  | 18 | 2 | 31,5 | – | – | – |                                                                                    | [ 49 ]        |
| 28                  | Don Coryell      | 1973–1977 | 70 | 42 | 27 | 1 | 60,7 | 2 | 0 | 2 | AP NFL Trainer des Jahres (1974) Pro Football Weekly NFL Trainer des Jahres (1974) | [ 50 ]        |
| 29                  | Bud Wilkinson*   | 1978–1979 | 29 | 9  | 20 | 0 | 31,0 | – | – | – |                                                                                    | [ 51 ]        |
| 30                  | Larry Wilson*    | 1979      | 3  | 2  | 1  | 0 | 66,7 | – | – | – |                                                                                    | [ 52 ]        |
| 31                  | Jim Hanifan      | 1980–1985 | 89 | 39 | 49 | 1 | 44,3 | 1 | 0 | 1 |                                                                                    | [ 53 ]        |
| 32                  | Gene Stallings*  | 1986–1987 | 31 | 11 | 19 | 1 | 35,5 | – | – | – |                                                                                    | [ 54 ]        |
| Phoenix Cardinals   |                  |           |    |    |    |   |      |   |   |   |                                                                                    |               |
| –                   | Gene Stallings*  | 1988–1989 | 27 | 12 | 15 | 0 | 44,4 | – | – | – |                                                                                    | [ 54 ]        |
| 33                  | Hank Kuhlmann*   | 1989      | 5  | 0  | 5  | 0 | 0,0  | – | – | – |                                                                                    | [ 55 ]        |
| 34                  | Joe Bugel        | 1990–1993 | 64 | 20 | 44 | 5 | 31,3 | – | – | – |                                                                                    | [ 56 ]        |
| Arizona Cardinals   |                  |           |    |    |    |   |      |   |   |   |                                                                                    |               |
| 35                  | Buddy Ryan       | 1994–1995 | 32 | 12 | 20 | 0 | 37,5 | – | – | – |                                                                                    | [ 57 ]        |
| 36                  | Vince Tobin*     | 1996–2000 | 71 | 28 | 43 | 0 | 39,4 | 2 | 1 | 1 |                                                                                    | [ 58 ]        |
| 37                  | Dave McGinnis*   | 2000–2003 | 57 | 17 | 40 | 0 | 29,8 | – | – | – |                                                                                    | [ 59 ]        |
| 38                  | Dennis Green     | 2004–2006 | 48 | 16 | 32 | 0 | 33,3 | – | – | – |                                                                                    | [ 60 ]        |
| 39                  | Ken Whisenhunt   | 2007–2012 | 96 | 45 | 51 | 0 | 46,9 | 6 | 4 | 2 |                                                                                    | [ 61 ] [ 62 ] |
| 40                  | Bruce Arians     | 2013–2017 | 80 | 49 | 30 | 1 | 61,9 | 3 | 1 | 2 |                                                                                    | [ 63 ]        |
| 41                  | Steve Wilks*     | 2018      | 16 | 3  | 13 | 0 | 18,8 | – | – | – |                                                                                    | [ 64 ] [ 65 ] |
| 42                  | Kliff Kingsbury* | 2019–2022 | 66 | 28 | 37 | 1 | 43,2 | 1 | 0 | 1 |                                                                                    | [ 66 ]        |
| 43                  | Jonathan Gannon* | 2023–     | 34 | 12 | 22 | 0 | 35,3 | – | – | – |                                                                                    | [ 67 ]        |

## Eigentümer
Der Klempner und Anstreicher Chris O’Brien gründete 1899 in Chicago South Side eine Football-Mannschaft, die unter dem Namen Morgan Athletic Club antrat. Als Vertreter des später als Racine Cardinals bezeichneten Teams nahm er am 17. September 1920 an der Gründung der American Professional Football Association, der Vorgängergesellschaft der NFL, teil.
Am 27. Juli 1929 verkaufte Chris O’Brien das Team an den Arzt David J. Jones für 25.000 Dollar. Dem Football-Enthusiast gelang es nicht, die Mannschaft gewinnbringend zu betreiben, so dass er sie schließlich 1932 an den Mitbesitzer der Chicago Bears Charles W. Bidwill verkaufte.
Der Jurist und Unternehmer Bidwill bezahlte 50.000 Dollar für das Team. Die Änderung der Besitzverhältnisse wurde erst 1933 bekanntgegeben, da Bidwill vorher seine Anteile an den Bears veräußern musste. Nach seinem Tod am 19. April 1947 wurde seine Witwe Violet Bidwill Teameignerin. 1949 heiratete sie Walter H.S. Wolfner, der später als General Manager für das Team agierte.
Am 29. Januar 1962 starb Violet Bidwill. Sie vererbte einen Anteil von 82 % an den St. Louis Cardinals an ihre beiden Adoptiv-Söhne Charles Bidwill Jr. und William "Bill" Bidwill. Walter Wolfner klagte gegen das Testament und verlor. 1965 wurde der Streit endgültig beigelegt. 1972 übernahm Bill die Anteile seines Bruders für sechs Millionen Dollar.
Bill Bidwill starb am 2. Oktober 2019. Sein Sohn Michael Bidwill ist als Nachlassverwalter Chairman und Präsident der Arizona Cardinals.

## Bilanzen und Rekorde
Arizona Cardinals/Zahlen und Rekorde stellt wichtige Rekorde bei den Cardinals, die direkten Vergleiche mit den anderen American-Football-Teams, die Saisonbilanzen seit 1920 und die Erstrunden Draft-Picks, welche die Cardinals seit dem ersten Draft 1936 getätigt haben, dar.